# Cliff Drysdale
Cliff Drysdale (Nelspruit, 26 mei 1941) is een voormalig tennisspeler en zakenman uit Zuid-Afrika.

## Zuid-Afrikaanse periode
Drysdale is in Nelspruit geboren. Dat lag in 1941 in Transvaal, tegenwoordig in de provincie Mpumalanga.
In 1963 en 1964 won hij het toernooi op 't Melkhuisje in Hilversum. In 1972 bekroonde hij zijn carrière met een overwinning op het US Open bij het herendubbelspel, samen met de Brit Roger Taylor.
Op 1 mei 1974 stond hij op de dertiende plaats van de wereldranglijst. Zijn hoogste ranking was de vierde positie.

## Amerikaanse periode
Toen hij stopte met tennis, werd hij Amerikaan en commentator op het Amerikaanse tv-station ESPN. Daarna richtte hij samen met Don Henderson en Tom Brownhill Cliff Drysdale Tennis op, een bedrijf dat zich bezighoudt met management van resorts, hotels en tennisclubs.
In 2013 werd hij opgenomen in de internationale Tennis Hall of Fame.

## Resultaten grandslamtoernooien
| Legenda | Legenda                          |
| ------- | -------------------------------- |
| g.t.    | geen toernooi gehouden           |
| l.c.    | lagere categorie                 |
| –       | niet deelgenomen                 |
| G       | uitgeschakeld in de groepsfase   |
| 1R      | uitgeschakeld in de eerste ronde |
| 2R      | uitgeschakeld in de tweede ronde |
| 3R      | uitgeschakeld in de derde ronde  |
| 4R      | uitgeschakeld in de vierde ronde |
| KF      | uitgeschakeld in de kwartfinale  |
| HF      | uitgeschakeld in de halve finale |
| F       | de finale verloren               |
| W       | het toernooi gewonnen            |
| w-v     | winst/verlies-balans             |

### Enkelspel
| Toernooi        | 1962 | 1963 | 1964 | 1965 | 1966 | 1967 | 1968 | 1969 | 1970 | 1971 | 1972 | 1973 | 1974 | 1975 | 1976 | 1977  | 1978 | 1979 | 1980 |
| --------------- | ---- | ---- | ---- | ---- | ---- | ---- | ---- | ---- | ---- | ---- | ---- | ---- | ---- | ---- | ---- | ----- | ---- | ---- | ---- |
| Australian Open | –    | –    | –    | –    | –    | –    | –    | –    | –    | KF   | –    | –    | –    | –    | –    | – & – | –    | –    | –    |
| Roland Garros   | 1R   | 2R   | KF   | HF   | HF   | KF   | –    | 1R   | –    | –    | –    | 2R   | –    | –    | –    | –     | –    | –    | –    |
| Wimbledon       | 1R   | 1R   | 2R   | HF   | HF   | 4R   | 3R   | KF   | 3R   | 1R   | –    | –    | 3R   | –    | 2R   | 3R    | –    | 1R   | 2R   |
| US Open         | 3R   | 2R   | 3R   | F    | 3R   | 2R   | KF   | 1R   | 2R   | –    | 4R   | 3R   | –    | 2R   | –    | 1R    | 1R   | –    | –    |

### Mannendubbelspel
| Toernooi        | 1968 | 1969 | 1970 | 1971 | 1972 | 1973 | 1974 | 1975 | 1976 | 1977  | 1978 | 1979 | 1980 |
| --------------- | ---- | ---- | ---- | ---- | ---- | ---- | ---- | ---- | ---- | ----- | ---- | ---- | ---- |
| Australian Open | –    | –    | –    | 2R   | –    | –    | –    | –    | –    | – & – | –    | –    | –    |
| Roland Garros   | –    | 1R   | –    | –    | –    | 3R   | –    | –    | –    | –     | –    | –    | –    |
| Wimbledon       | KF   | KF   | 3R   | 3R   | –    | –    | HF   | –    | 1R   | HF    | –    | 3R   | 2R   |
| US Open         | KF   | 3R   | 3R   | –    | W    | –    | –    | 2R   | –    | –     | 1R   | –    | –    |